# Maurice Barnay
Maurice Barnay est un acteur français.

## Filmographie
- 1948 : La Vie en rose, de Jean Faurez : Un élève
- 1952 : Les Dents longues de Daniel Gélin
- 1955 : French Cancan de Jean Renoir
- 1955 : Lola Montès de Max Ophüls